# IC 4479
IC 4479 — галактика типу Scd () у сузір'ї Волопас.
Цей об'єкт міститься в оригінальній редакції індексного каталогу.